# Бранденбург, Юлия фон
София Юлия фон Бранденбург (нем. Sophie Julie von Brandenburg; 4 января 1793, Невшатель — 27 января 1848, Вена) — незаконная дочь короля Пруссии Фридриха Вильгельма II и его морганатической супруги, графини Софии фон Денгоф. Сестра премьер-министра Пруссии графа Фридриха Вильгельма фон Бранденбурга. В замужестве герцогиня Ангальт-Кётенская.

## Жизнь
Юлия воспитывалась в доме прусского гофмаршала Валентина фон Массова. В юности она считалась самой красивой дамой прусского двора, у неё было много поклонников. Выйдя замуж за герцога Фердинанда Фридриха, получила в 1816 году титул герцогини Ангальт-Кётенской. В браке детей не было.
24 октября 1825 года герцогская чета перешла в Париже в католическое вероисповедание, о чём Юлия, как сводная сестра короля Пруссии Фридриха Вильгельма III лично сообщила при прусском дворе лишь 13 января 1827 года, что повлекло серьёзный конфликт между Берлином и Кётеном. После смерти супруга Юлия выехала из Кётена в Вену. Похоронена рядом с мужем в католической приходской церкви Св. Марии в Кётене.